# Huatan (sockenhuvudort i Kina, Zhejiang Sheng, lat 28,26, long 120,82)
Huatan (kinesiska: 花坦, 花坦乡) är en sockenhuvudort i Kina. Den ligger i provinsen Zhejiang, i den östra delen av landet, omkring 230 kilometer söder om provinshuvudstaden Hangzhou. Antalet invånare är 8 084. Befolkningen består av 3 978 kvinnor och 4 106 män. Barn under 15 år utgör 17,0 %, vuxna 15-64 år 58 %, och äldre över 65 år 24,0 %.
Runt Huatan är det tätbefolkat, med 819 invånare per kvadratkilometer. Närmaste större samhälle är Danxi, 17,4 km öster om Huatan. I omgivningarna runt Huatan växer i huvudsak blandskog.
Genomsnittlig årsnederbörd är 2 185 millimeter. Den regnigaste månaden är juni, med i genomsnitt 368 mm nederbörd, och den torraste är januari, med 71 mm nederbörd.